# 甲南インターチェンジ (鹿児島県)
甲南インターチェンジ（こうなんインターチェンジ）は鹿児島県鹿児島市上荒田町の鹿児島県立甲南高等学校南西角交差点付近に設置される予定の鹿児島東西幹線道路のインターチェンジである。
鹿児島IC方面出入口のみのハーフインターチェンジとして建設される予定である。

## 歴史
最初の計画では、田上IC-甲南IC間は既存の武岡トンネルと新武岡トンネルに加え、新たに下り線の山岳トンネルを掘削する予定であったが、鹿児島IC側での用地買収や調整池の止水工事、九州新幹線のトンネルへの影響から既存の武岡トンネルから分岐するという新たな案が浮上した。しかし、この分岐案では、既存の武岡トンネルを2年間程通行止めにしなければならないため、工事方法について検討が行われていた。2年間既存の武岡トンネルを通行止めにするということに対して負担が大きいことから新たに山岳トンネルを掘削することとなった。
また、甲南IC周辺では、中洲通りの幅員を広げるため、中洲電停交差点付近から中州通り交差点方面に約720m間の荒田川を暗渠化する。副道は廃止し歩道として整備する。

### 沿革
- 1994年（平成6年） - 地域高規格道路の候補路線・計画路線に鹿児島ICから鹿児島市街方面の6kmが指定される。
- 2012年（平成24年） - 武岡トンネルの途中から新規トンネルを分岐する案が浮上する。
- 2013年（平成25年） - 山岳トンネル案（別トンネル建設）が採用される[2]。
- 2014年（平成26年） - 荒田川を暗渠化し道路を拡張する工事に着手する[3]。

## 隣のインターチェンジ
鹿児島東西幹線道路
甲南IC（予定） - 建部IC（上り線オンランプのみ） - 田上IC - (29)鹿児島IC